# رولاند ر. رايت
رولاند ر. رايت (بالإنجليزية: Roland R. Wright)‏ هو ضابط أمريكي، ولد في 30 مارس 1919، وتوفي في 19 أكتوبر 2015.